# Abundență izotopică
Abundența izotopică se exprimă în procente și este definită ca numărul relativ de atomi ai unui anumit izotop dintr-un  amestec de izotopi ai unui element chimic adică raportul dintre numărul de atomi ai unui izotop din elementul respectiv și numărul total de atomi ai tuturor izotopilor conținuți în acel element.
Variază foarte puțin cu locul de proveniență de aceea, pentru un anumit izotop, abundența naturală  este abundența izotopică a elementului așa cum se găsește el în natură. IUPAC - Gold Book
Abundența izotopică nu trebuie confundată cu abundența elementului chimic definită ca măsura a prezenței acestuia într-un anumit mediu în comparație cu alte elemente.
Majoritatea elementelor chimice au în stare naturală mai mulți izotopi. De exemplu staniul are 10 izotopi naturali : Sn112 (0,97%), Sn114 (0,66%), Sn115 (0,34%), Sn116 (14,54%), Sn117 (7,68%), Sn118 (24,22%), Sn119 (8,59%), Sn120 (32,58%), Sn122 (4,63%), Sn124 (5,79%).
Există și elemente care în stare naturală nu au izotopi (Be9, F19, Na23, Al27, P31, Sc45, Mn55, Co59, As75, Y89, Nb93, Rh103, I127, Cs133, Pr141, Tb159, Ho165, Tm169, Au197,Bi209, Th232, Pa231).

## Determinarea abundenței izotopice
Abundența relativă a izotopilor se determină cu ajutorul spectrometrului de masă. Instrumentul constă din trei componente principale :
•	Sursa de ioni
•	Analizorul
•	Sistemul de detecție
Substanța analizată se injectează în sursa de ioni unde atomii sunt ionizați prin ciocnirea cu electroni  accelerați. Dacă substanța nu este un gaz ea trebuie evaporată prin îcălzire pentru a putea fi analizată. Ionii rezultați  sunt accelerați în tubul vidat al spectrometrului și apoi introduși în câmpul magnetic unde sunt deflectați în funcție de masă. Particulele mai ușoare sunt deflectate mai mult decât cele grele. Prin varierea câmpului magnetic se poate focaliza fascicolul de ioni cu o anumită masă pe un detector care măsoară un curent proporțional cu numărul de ioni format din proba analizată. Înregistrarea picurilor de ioni se numește spectrul maselor. Pentru fiecare izotop se obține un semnal sau pic ionic. Raportul înălțimilor picurilor de ioni ne dau proporția relativă a fiecărui izotop din acel element. 
Abundența izotopilor naturali se găște în tabele publicate de IUPAC. IUPAC